# Tank-to-Wheel
Tank-to-Wheel (auch: Tank to Wheel, Tank2Wheel oder TTW, wörtlich: „vom Kraftstofftank bis zum Rad“, sachlich richtiger: „von der Tanksäule/Ladesäule bis zum Rad“) betrachtet die Wirkkette von aufgenommener Energie (Kraftstoff, elektrische Energie) bis zur Umwandlung in kinetische Energie bei Kraftfahrzeugen. Die letzte (meist geeichte) Messeinrichtung vor der Übergabe der Endenergie an das Fahrzeug ist dabei in der Regel in der Tanksäule/Ladesäule verbaut. Es ist also bei TTW nur der Teilbereich der gesamten Energiekette (Well-to-Wheel) betrachtet, der die Technik im Kraftfahrzeug direkt betrifft, da die Bereitstellung der Antriebsenergie (Well-to-Tank) ausgeklammert wird.

## Allgemeines
Die Tank-to-Wheel-Betrachtungsweise entspricht den Angaben der Hersteller zu den jeweiligen Fahrzeugen. Beim Vergleich von Kraftfahrzeugen mit verschiedenen Antriebssystemen muss darauf geachtet werden, dass immer gleiche Wirkketten verglichen werden. Entweder die energetische Wirkkette im „Technischen System Kraftfahrzeug“ an sich (also Tank-to-Wheel) um die Fahrzeugtechnik vergleichbar zu machen. Oder als umfassendere Betrachtungsmöglichkeiten Well-to-Wheel oder die Lebenszyklusanalyse, die neben direktem Aufwand, auch indirekte Verluste und Aufwendungen umfassen kann. Hersteller und Fahrzeugtechniker vergleichen in der Regel Tank-to-Wheel, da sie die weiteren, außerhalb des Kraftfahrzeuges liegenden Faktoren nur eingeschränkt beeinflussen können. Dabei werden in den Herstellerunterlagen zum Kraftfahrzeug für Vergleichszwecke beispielsweise ausgewiesen:
- Kraftstoff- bzw. Energieverbrauch ab Tanksäule bzw. Ladesäule
- Schadstoffausstoß
- Standgeräusch /Fahrgeräusch

Nur die Tank-to-Wheel-Kette kann vom Fahrzeughersteller durch konstruktive Maßnahmen (Luftwiderstand, Gewichtsreduktion, bessere Motorentechnologie, Rekuperation) beeinflusst werden. Auch durch die Verwendung von Leichtlaufreifen, die den Rollwiderstand reduzieren, wird versucht, die Gesamteffizienz Tank-to-Wheel zu verbessern.
Die Tank-to-Wheel-Betrachtung ist die Basis der Herstellerangaben wie dem Kraftstoffverbrauch (Kraftstoffkosten) und den Emissionen (Kfz-Steuer). Zusammen mit den Wartungs- und Unterhaltskosten (Versicherung) unter Voraussetzung einer bestimmten Fahrleistung bzw. eines bestimmten Zeitraumes die Basis für den Vergleich der Betriebskosten verschiedener Kraftfahrzeuge und Antriebsarten.
Nicht in der Tank-to-Wheel-Betrachtung enthalten ist der Aufwand für die Bereitstellung der Antriebsenergie (Well-to-Tank). Wird dieser Aufwand mit einbezogen, erhält man eine umfassende Betrachtung (Well-to-Wheel) der Wirkketten verschiedener Antriebssysteme, meist für Vergleiche zu Umwelteinflüssen und Ressourcenverbrauch beim Betrieb der Kraftfahrzeuge.
Erschwert wird ein antriebsübergreifender Vergleich vor allem durch die unterschiedlichen Angaben durch die Hersteller. Daher ist es sinnvoll, sich auf eine einheitliche SI-Einheit zu beziehen. Ausgehend von der Abrechnungseinheit der Energieversorger wird meist Kilowattstunde (kWh) verwendet. Aber auch Kilojoule (kJ) ist möglich. Dabei gilt:
{\displaystyle \mathrm {1\,Wh=3{,}6\,kWs=3{,}6\,kJ} }
{\displaystyle \mathrm {1\ kWh=3600\,kWs=3600\,kJ} }
Die gebräuchlichen Flüssigkraftstoffe Benzin oder Diesel (Verbrauchsangabe Liter/100 km bzw. l/100 km) lassen sich ebenso wie Wasserstoff oder Erdgas (kg/100 km oder l/100 km oder m3/100 km) anhand ihres Energiegehaltes in kWh/100 km darstellen.
Bei Vergleichen zum Verbrauch fossiler Primärenergien wird ausgehend vom CO2-Ausstoß (gCO2/100 km) für alternative Antriebsenergien oft ein Benzinäquivalent errechnet.

## Rekuperation
Die Möglichkeit der Nutzbremse verbessert die Effizienz des Kraftfahrzeuges und damit den „Tank-to-Wheel“-Wirkungsgrad beim Fahrzyklus und im praktischen Fahrbetrieb. Ein Teil der sonst als Wärmeenergie verlorenen Bremsenergie kann für den Fahrzeugbetrieb zurückgewonnen werden. Da eine rein mechanisch wirkende Rekuperation nicht wirtschaftlich umsetzbar ist, wird die kinetische Energie des Fahrzeuges in elektrische Energie umgewandelt und gespeichert. Die Rekuperationsbremse ist immer mit einer mechanischen Bremse kombiniert. Daher bestimmt neben Fahrprofil und Fahrzeuggewicht maßgeblich die jeweilige Fahrweise den Einsatz der Bremsen und damit den Einfluss der Rekuperation. Während bei leichten Fahrzeugen und vorausschauender Fahrweise nur geringe Verluste durch den Einsatz der mechanischen Bremse entstehen und sich damit der „Tank-to-Wheel“-Wirkungsgrad verbessert, ist bei hohem Fahrzeuggewicht und nicht angepasster Fahrweise (höherer Anteil Einsatz der mechanischen Bremse) der Einfluss der Rekuperation geringer. Vor allem bei Fahrzeugen mit Elektroantrieb sind damit Differenzen zwischen den Normangaben der Hersteller und verschiedenen Testverbräuchen erklärbar.
Bei Fahrzeugen mit Antrieb durch Verbrennungsmotore ist die Möglichkeit zur Rekuperation begrenzt, da die Wandlung meist durch den modifizierten Startergenerator und die Speicherung in der Starterbatterie erfolgt und dadurch limitiert ist. Die zurückgewonnene Energie wird für elektrische Verbraucher, nicht für den Fahrbetrieb eingesetzt.
Bei Fahrzeugen mit (teil-)elektrischem Antrieb bestimmen Motor-(Generator)-Auslegung, Motorsteuerung und Art der Traktionsbatterie die mögliche Höhe der Rekuperationsenergie.

## Tank-to-Wheel-Wirkungsgrad bei Fahrzeugen mit Verbrennungsmotor-Antrieb
Der Wirkungsgrad wird maßgeblich vom Wirkungsgrad des Antriebsmotors, dem Streckenprofil und der Fahrweise bestimmt und liegt bei Dieselfahrzeugen generell höher als bei Fahrzeugen mit Ottomotor.
Vom Wirkungsgrad einer idealen thermodynamischen Maschine, dem sogenannten Carnot-Wirkungsgrad, sind reale Verbrennungsmotoren weit entfernt.
Da Verbrennungsmotoren nur in einem kleinen Bereich ihre maximale Effizienz besitzen, liegt der Gesamtwirkungsgrad der Motoren trotz mehrstufiger Getriebe zur Drehzahl- und Drehmomentanpassung im praktischen Betrieb bei Kraftfahrzeugen deutlich unter den Maximalwerten. Auch aufwendige Getriebe mit mehreren Wellen und Zahnradpaarungen sowie Verluste bei Verteilgetrieben und Antriebswellen vermindern den Wirkungsgrad Tank-to-Wheel des Gesamtsystems. Radnabenmotoren haben sich auf Grund ihrer Komplexität und konstruktiven Probleme nicht durchgesetzt.

## Tank-to-Wheel-Wirkungsgrad bei Fahrzeugen mit Elektroantrieb
Der Elektromotor besitzt einen hohen Wirkungsgrad in einem weiten Drehzahlbereich. Daher erfolgt die Untersetzung zum Rad meist nur durch einstufige Reduktionsgetriebe mit hohem Wirkungsgrad. Bei elektrischen Radnabenmotoren entfallen sogar weitere mechanischen Verluste, die durch Getriebe-, Antriebs- und Verteilwellen entstehen. Da leistungsfähigere Elektromotoren nur gering an Masse und Volumen zunehmen, aber eine effizientere Nutzbremse ermöglichen, werden Elektromotoren in Kraftfahrzeugen oft überdimensioniert. Die maximale Leistung kann dann nur eine beschränkte Zeit abgegeben werden.
Die Ladeverluste von Traktionsbatterien betragen um 15 % und variieren erheblich je nach Ladestrategie und Auslegung des Batteriesystems. Ebenso wie Verluste im Wechselrichter mindern sie die Effizienz des Antriebssystems. Teilweise müssen die Komponenten zusätzlich gekühlt werden. Insgesamt stehen damit nur 80–90 % des beim Laden verbrauchten Stroms dem Antrieb der Fahrmotoren zur Verfügung.
Bei seriellen Hybridelektrokraftfahrzeugen, beispielsweise Brennstoffzellenfahrzeugen, kommen zusätzliche Verluste bei der Speicherung und/oder Umwandlung des zweiten Energieträgers, beispielsweise der elektrischen Energie aus der Brennstoffzelle, hinzu. Da der zweite Energiewandler (der Verbrennungsmotor mit Generator bzw. die Brennstoffzelle) aus Gründen der Effizienz und Haltbarkeit in der Regel im besten Arbeitspunkt betrieben werden, muss für die notwendige Leistungsregelung im Fahrbetrieb die elektrische Energie zwischengespeichert und geregelt abgegeben werden. Dies verursacht zusätzliche Verluste.